# Soziale Distanz
Soziale Distanz beschreibt in der soziologischen Proxemik das differenzierte Verhalten zweier Akteure zueinander.

## Beschreibung
Soziale Distanz kann auf Unterscheidungsmerkmalen in der Zugehörigkeit zu Kasten, Klassen, Schichten, Machteliten oder sozialen Milieus beruhen. Daraus können sich unterschiedliche Verhaltensweisen ergeben: Ein Verhalten kann z. B. als respektvoll, abschätzig, kühl und geregelt gelten. Im Gegensatz dazu stehen intime, ungezwungene und konsensfähige Verhaltensweisen. Dieser Gegensatz wird analytisch im Strukturalismus benutzt, etwa in der Familiensoziologie.
Achtet eine Person nicht auf soziale Distanz, wird auch von Distanzlosigkeit gesprochen.
Üblicherweise wird von normalen und etablierten Mitgliedern einer Gesellschaft gegenüber Ausgegrenzten wie beispielsweise psychisch Kranken, Behinderten, Bettlern, Wohnungslosen eine soziale Distanz eingehalten. Diese beinhaltet das Vermeiden von direkten Kontakten, eine auf formale Situationen (Hilfeleistung, Behörde) beschränkte Kommunikation und im Alltag zur Schau gestelltes Ignorieren und Übersehen. Eine Distanzierungsweise im Sprachlichen (z. B. gegenüber Fremden) ist das Siezen.
In der postmodernen Gesellschaft verschwimmen die ehemals scharfen Trennungslinien zwischen Klassen und Schichten. Es entwickeln sich individualisierte Lebenswelten, die teilweise im Rückgriff auf lokale, regionale oder ethnische Zugehörigkeiten neue, gegen Außenstehende abgegrenzte, distanzierte Identitätsangebote („Parallelgesellschaften“) liefern. Durch einen vertikalen Kulturtransfer kommt es zum Austausch einzelner Kulturtechniken.
Ebenso entstehen neue Grenzlinien sozialer Distanz zwischen verschiedenen Berufsgruppen, gegenüber Fremden oder neuen Randgruppen.

## Räumliche Distanz in der Psychologie/Sozialpsychologie
Die geringe räumliche Distanz spielt bei einigen klassischen psychologischen Untersuchungen eine zentrale Rolle.
- So fand Stanley Milgram heraus (siehe dazu: Milgram-Experiment), dass die räumliche Nähe von Versuchsperson und Aufsichtsperson (im Versuch gespielt) dazu führte, dass der Gehorsam ausgeprägter war als bei Nicht-Anwesenheit der Aufsichtsperson. Räumliche Nähe in diesem Sinne fördert die (geforderte) soziale Unterordnung.
- In den Untersuchungen von René Spitz (siehe Hospitalismus) zeigt sich deutlich, dass die Anwesenheit erwachsener Bezugspersonen günstig ist für die Sozialisation des Kindes. Häufige Abwesenheit Erwachsener lässt unterschiedliche Krankheiten (Defizite) entstehen, die für die Entwicklung des Kindes schwerwiegend sind. (Siehe dazu auch: Bindungstheorie)
- In den Untersuchungen von Harry Harlow wurde deutlich, dass junge Affen gezielt den weichen Körper erwachsener Affen aufsuchen (oder ersatzweise die sogenannte „Stoffmutter“; den Mutterersatz). Junge Affen brauchen – nach Harlow – diese Nähe, um Tiere mit einem normalen Sozialverhalten zu werden.

## Räumliche Distanzierung in der Medizin/Virologie
Räumliche im Unterschied zu sozialer Distanz: Die Einhaltung von räumlicher Distanz zu anderen Menschen spielt insbesondere in der medizinischen Virologie eine Rolle als Maßnahme, um die Ausbreitung von Infektionskrankheiten zu unterbinden oder zu verlangsamen. So verhindert die räumliche Distanz zwischen den Menschen im Allgemeinen eine Übertragung von Viren und Bakterien.
Die falsche Verwendung des Begriffes der sozialen Distanz/Distanzierung für räumliche Distanzierung entstammt der wörtlichen Übersetzung des englischen Fachbegriffes social distancing und stellt ein Beispiel für einen falschen Freund dar.
Siehe dazu: Räumliche Distanzierung

## Messung
Vor allem in psychologischen Untersuchungen zur Vorurteils- und Diskriminierungsforschung werden sogenannte Soziale Distanzmaße eingesetzt, um die Bereitschaft für Kontakte mit anderen Personen oder Mitgliedern verschiedener sozialer Gruppen – und damit auch indirekt Vorurteile – zu messen.